# Історія науки
Істо́рія нау́ки — дослідження феномену науки в його історії. Наука, зокрема, являє собою сукупність емпіричних, теоретичних і практичних знань про навколишній світ, отриманих науковим співтовариством. Оскільки з одного боку наука представляє об'єктивне знання, а з іншого — процес його отримання і використання людьми, сумлінна історіографія науки повинна брати до уваги не тільки історію думки, а й історію розвитку суспільства в цілому.

## Історія поняття
Вивчення історії сучасної науки спирається на безліч збережених оригінальних або перевиданих текстів. Однак самі слова «наука» і «учений» увійшли у вжиток лише в XVIII—XX століттях, а до цього натуралісти називали своє заняття «натуральною філософією».
Хоч емпіричні дослідження відомі ще з античних часів (наприклад, роботи Арістотеля і Теофраста), а науковий метод був у своїх основах розроблений в Середні століття (наприклад, у Ібн ал-Хайсама, Аль-Біруні або Роджера Бекона), початок сучасної науки сходить до Нового часу, періоду, що зветься індустріальною революцією, що сталася в XVI—XVII століттях у Західній Європі.
Науковий метод вважається таким істотним для сучасної науки, що багато вчених і філософів вважають роботи, зроблені до наукової революції, «переднауковими». Тому історики науки нерідко дають науці ширше визначення, ніж прийнято в наш час, щоб включати в свої дослідження період античності та середньовіччя.

## Античність
Наука виникла з практичних потреб людей, пов'язаних з розвитком землеробства, будівельної техніки, мореплавства, ремесел. Вже в античну епоху:
- складаються перші теоретичні системи знання в галузі геометрії, механіки, астрономії (Евклід, Архімед, Птолемей);
- розвивається натурфілософська концепція атомізму (Демокріт, Епікур);
- робляться спроби аналізу закономірностей суспільства і мислення (Арістотель, Платон, Геродот).

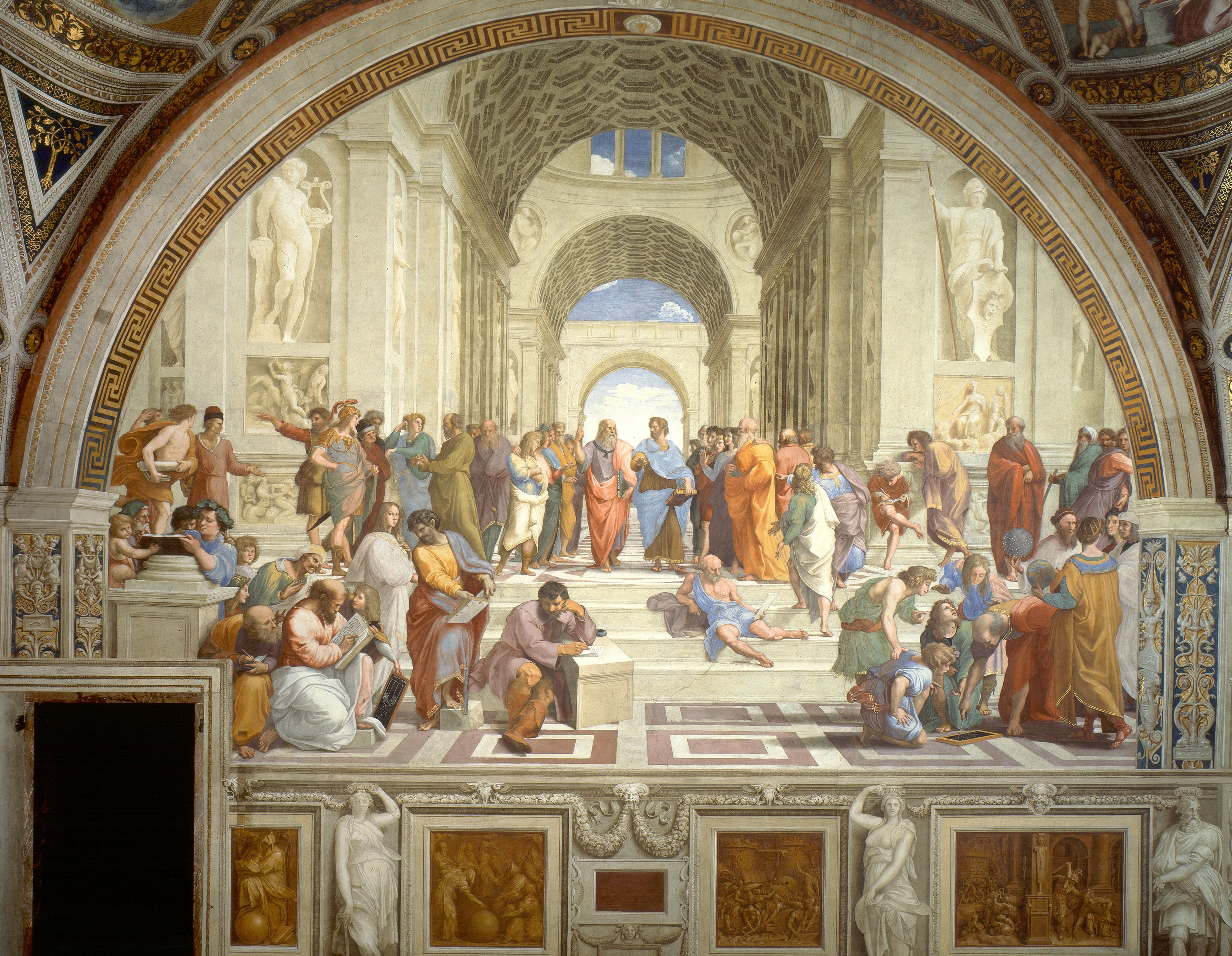
«Афінська школа», 1509 рік, Рафаель Санті
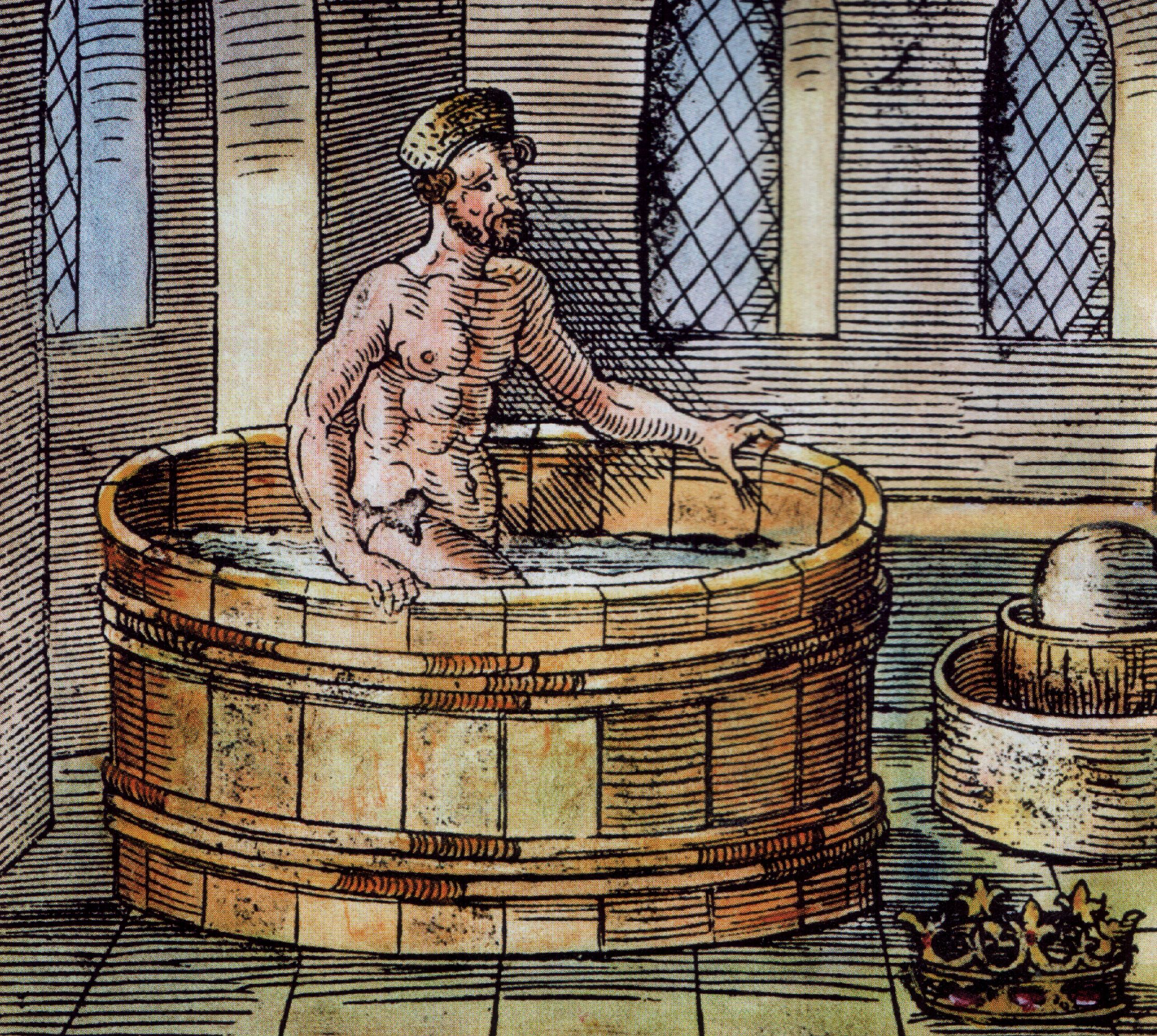
Архімед приймає ванну, гравюра XVI століття
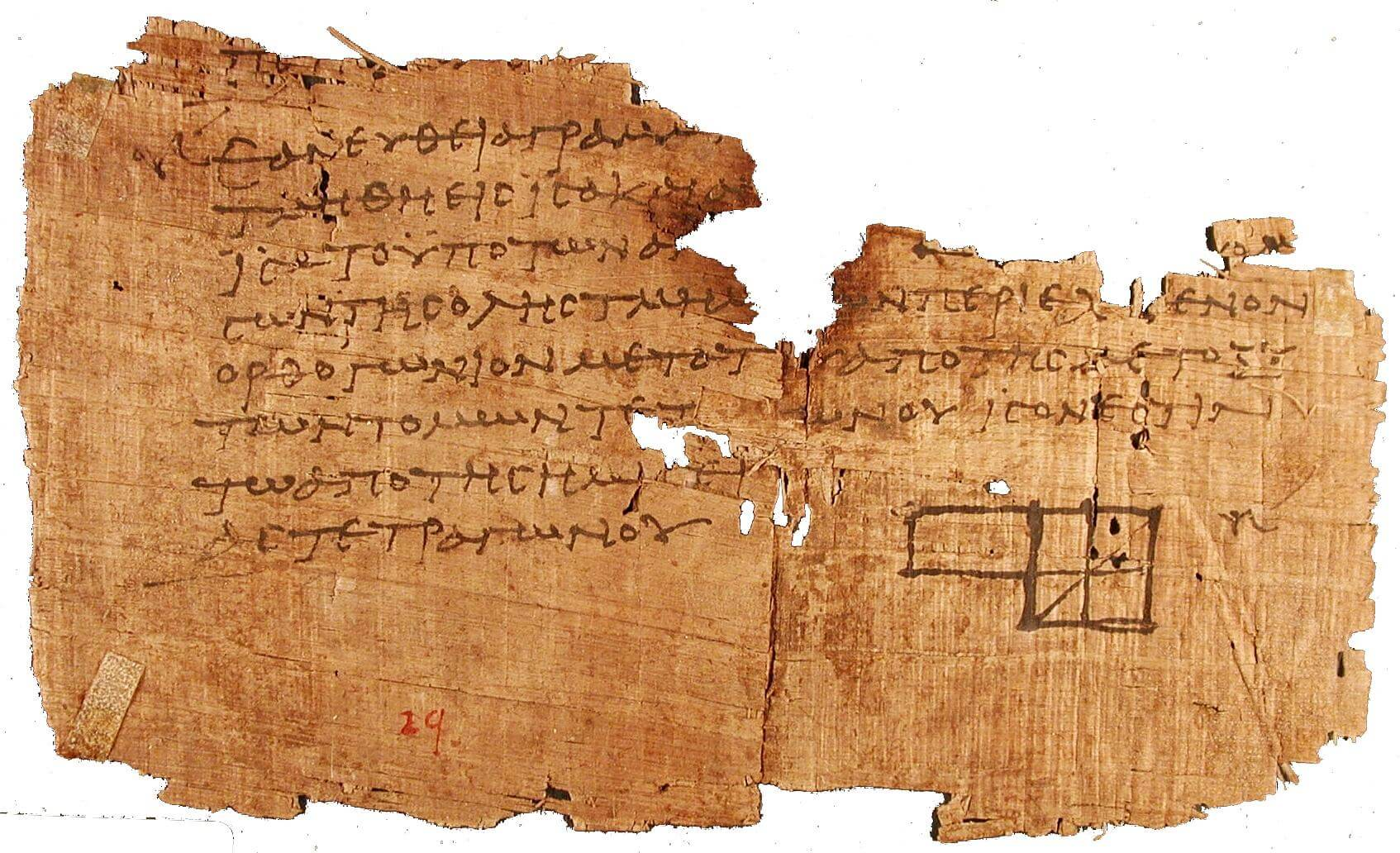
Найдавніший папірус з «Началами» евклідової геометрії, папірус з Оксиринха, 100 рік
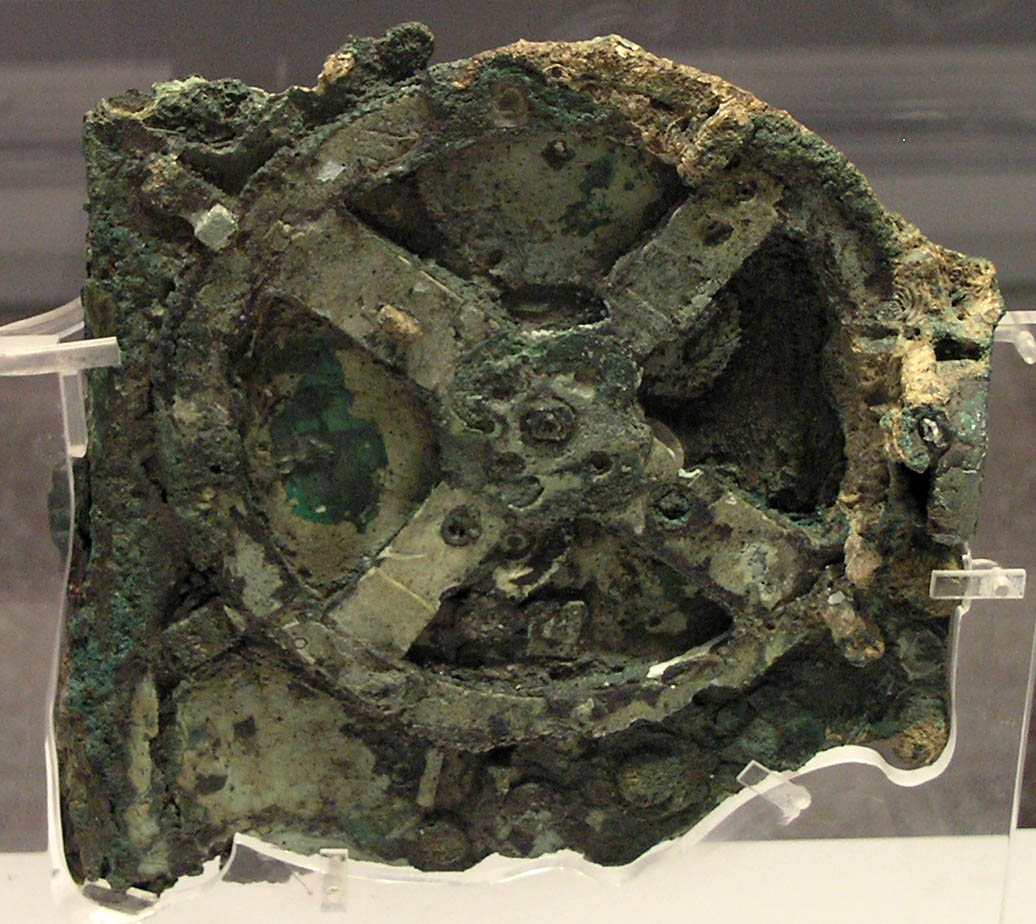
Антикітерський механізм, 70-ті роки до н. е., Крит

## Середньовіччя
На початку першого тисячоліття відбувається бурхливе зростання народонаселення у Східній Азії на фоні кліматичних негараздів, що викликає Велике переселення народів євразійським степом зі сходу на захід. Наприкінці V століття Західна Римська імперія у Європі занепадає під тиском варварських народів. Східна Римська імперія зі столицею у Візантії переживає період розквіту до VII століття, коли вона теж занепадає.
У Китаї вчений Чан Хе 132 року винайшов перший у світі сейсмограф. Прилад являв собою вазу з отворами, розташованими по обіду. При коливанні земної поверхні металеві кульки з отворів падали в підставлені посудини. За картиною тих кульок, що впали і тих, що залишилися на місці, визначали напрямок поштовху. Китайських винахідник Ї Хоїн 725 року створив спусковий механізм для водяного годинника, що дозволило побудувати перші точні механічні годинники. 1054 року китайські астрономи спостерігали вибух наднової зірки, що утворила Крабоподібну туманність (M1, NGC 1952), один з найважливіших об'єктів радіоастрономічних спостережень сучасності. Араби, що дійшли у своїх завоюваннях на сході до володінь Китаю, познайомили європейців з китайськими винаходами: порохом, магнітним компасом, книгодрукуванням набірними літерами Ван Чженя (1290—1333) і зручною кінської збруєю.

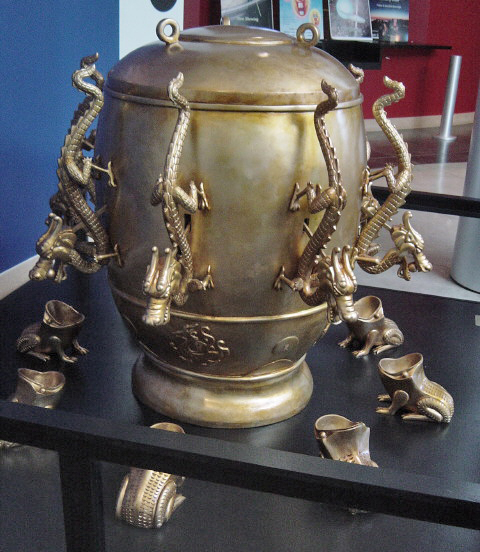
Репліка сейсмографу Чан Хе
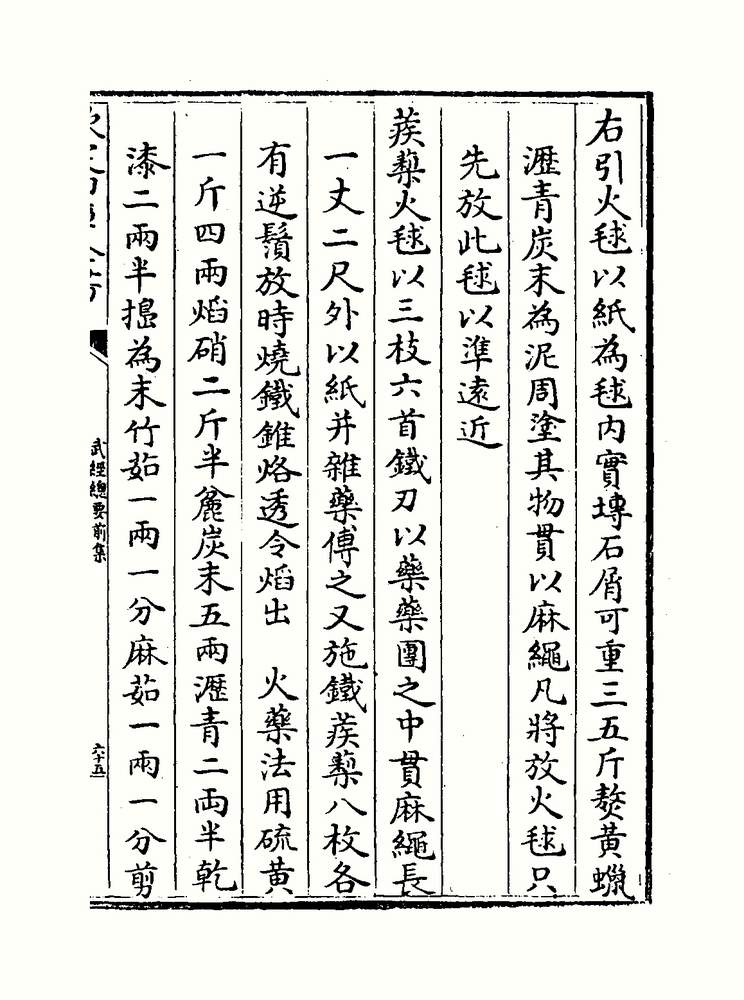
Формула виготовлення пороху, 1044 рік
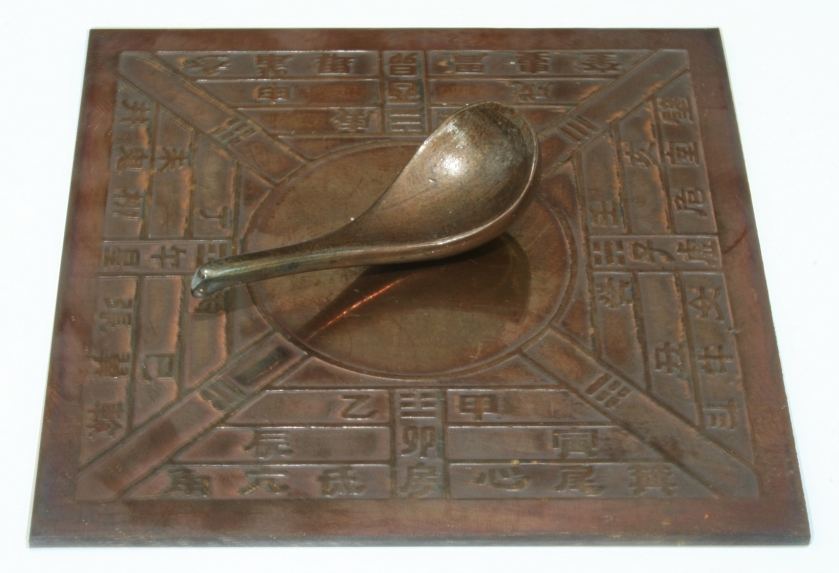
Китайський компас часів династії Хань
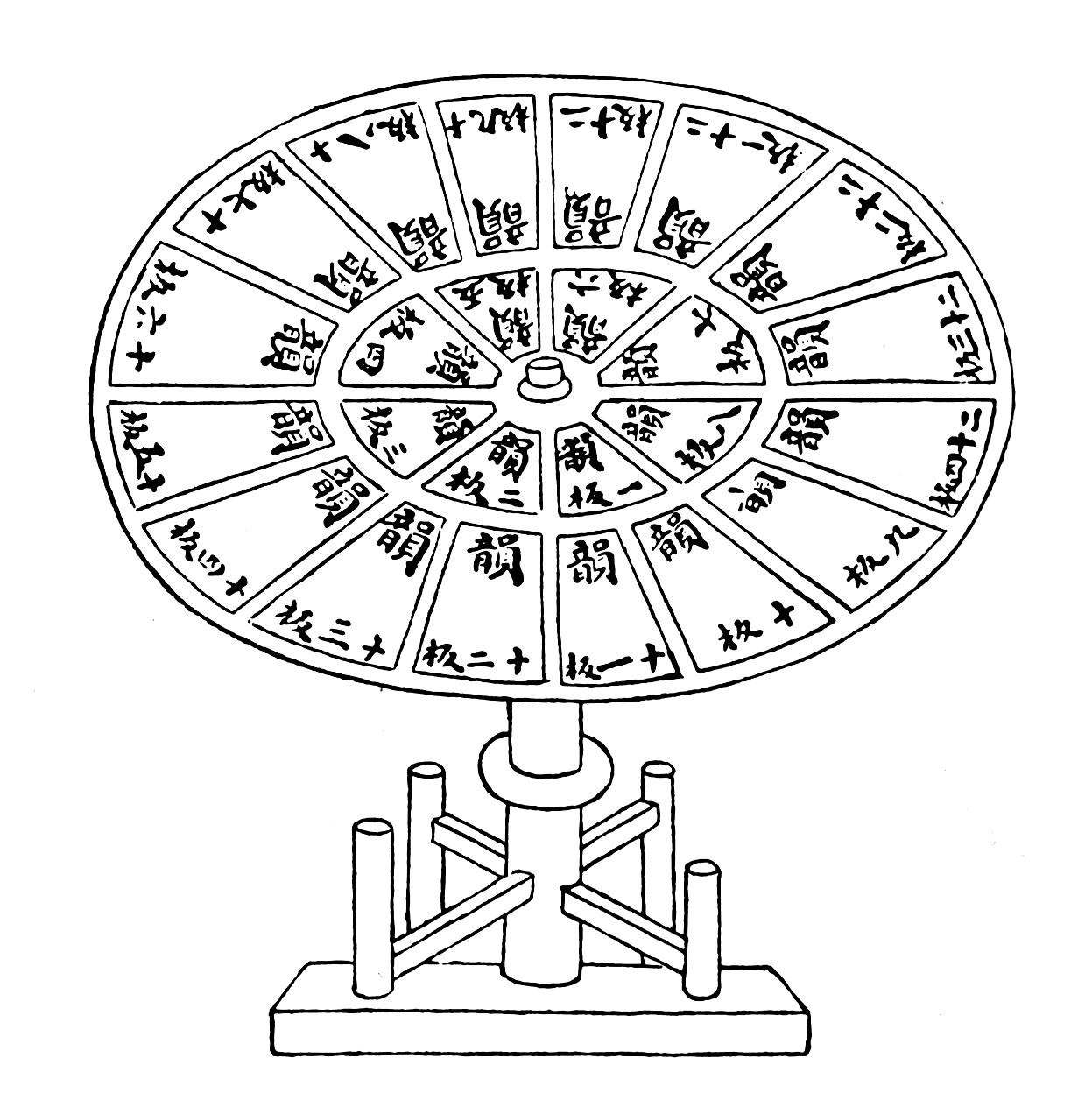
Друкування набірними літерами Ван Чженя, 1314 рік

У VII столітті араби з Аравійського півострову розносять світову аврамічну релігію (іслам) країнами Близького Сходу, Північної Африки, Піренейського півострова, Центральної Азії та Північної Індії. Араби не мали власної розвиненої культури, але добре всотували знання інших народів, з якими вони стикалися під час походів і подорожей: сирійців, греків, індійців та інших народів. Араби привнесли до науки дух космополітизму, прагнули енциклопедичних знань з усіх дисциплін. Через розвинену торгівлю середньовічні араби цікавились різними способами розрахунку частки товарів, що належить кожному з учасників каравану, розподілу спадщини. В Індії араби познайомилися із науковою спадщиною індійських математиків, що винайшли сучасну числову систему, ввели нуль і десяткові дроби. Середньовічний математик Аль-Хорезмі (780—850) служив бібліотекарем при халіфі в Багдаді й добре вивчив праці індійців. Математичні пізнання середньовічної Європи ґрунтувалися головним чином на латинських перекладах його робіт. 830 року Аль-Хорезмі видав трактат «Кітаб аль-джебр валь-мукабала», від назви якого пішла сучасна назва дисципліни «алгебра», в якому подані рішення квадратних рівнянь різних типів. Значення змінних, при яких ліва частина рівняння обертається на нуль була названа ним коренем рівняння. Цей вчений також заклав основи алгоритмічних процесів. Перський поет, математик і астроном Омар Хаям (1048—1123) продовжив працю Аль-Хорезмі, розглянув деякі окремі випадки кубічних рівнянь. Араби багато займалися, хімією (звідки власне назва «алхімія»), фармакологією (винайшли спирт — «алкоголь») та астрономією (дали назви великій кількості яскравих зірок на небі); принесли з собою знання перських та індійських ліків і спецій: камфори, гвоздики, мускатного горіха; склали докладні тригонометричні таблиці, що служили для визначення точного часу молитов і плавання відкритими водами Індійського океану. Ібн Сіна, або Авіценна (980—1037) був видатним натуралістом і лікарем.

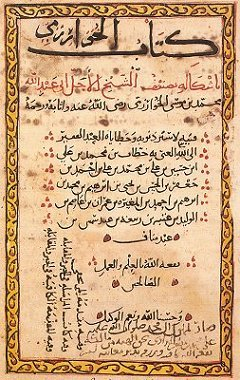
Сторінка з «аль-Джебри» Аль-Хорезмі
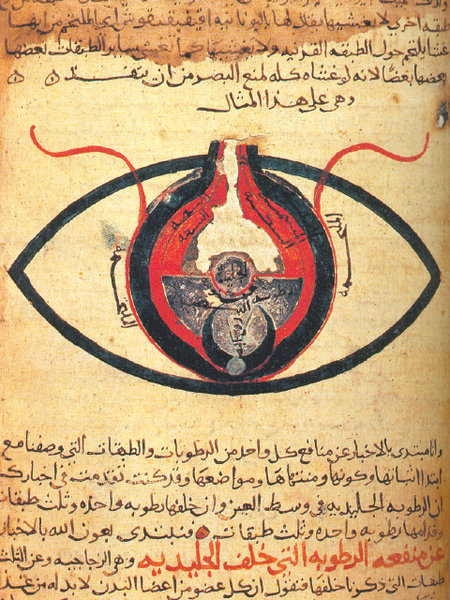
Ілюстрація до очної анатомії «аль-Мутадібіха», 1200 рік

У середньовічній Європі античне рабство було замінено феодальними відносинами. Із розвитком технології зайві люди витискувались із сільського господарства до міст. Особи, що селилися всередині фортець (нім. Burg), отримали назву «буржуа», більшість з них займалося ремеслами та вільними мистецтвами. Європейці успадкували античні знання греків і римлян, здебільшого від арабів, через піренейських євреїв, але здебільшого до таких знань вони підходили критично. У цей час у Західній Європі йде процес нагромадження фактичного матеріалу з біології, робляться спроби розвитку елементів математики і дослідного природознавства. На високому рівні були наукові знання й у Східній Європі, зокрема у Київській державі. Найбільшим центром культурного життя ранньосередньовічної Європи була мусульманська Кордова в Іспанії. Англійський математик Аделардо з Бата 1120 року вирушив до цього міста під виглядом мусульманина, там він ознайомився з античними працями, повернувшись до Англії з твором Евкліда, який став підручником математики на наступні 400 років. Леонардо Пізанський (1180—1240) зіграв важливу роль у розвитку середньовічної науки. У Північній Африці він вивчав арабську мову та арифметику, збагативши європейську культуру арабськими цифрами. Роджер Бекон (1214—1292) зробив великий внесок у оптику, запропонувавши комбінувати лінзи в телескопах, винайшов окуляри. Пояснив, чому наповнена водою сферична колба діє як запальне скло, фокусуючи промені Сонця; а опукла лінза створює збільшене зображення предмета. Він склав чудове зібрання різноманітної якості наукових гіпотез, від туманних ідей до чітких схем, постійно підкреслював важливість експерименту й математики в науці, вважається одним з попередників сучасної науки.

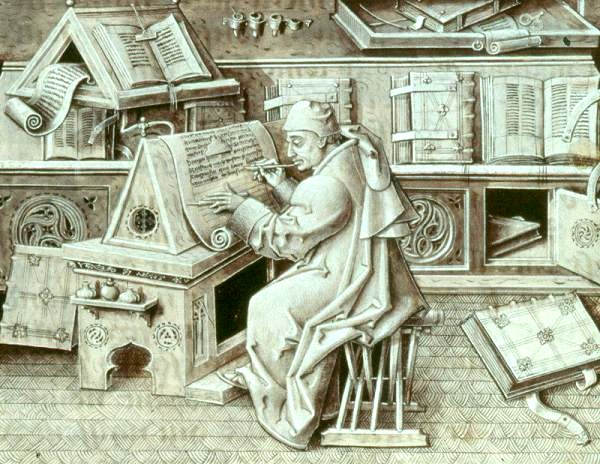
Монах-переписчик у скрипторіумі
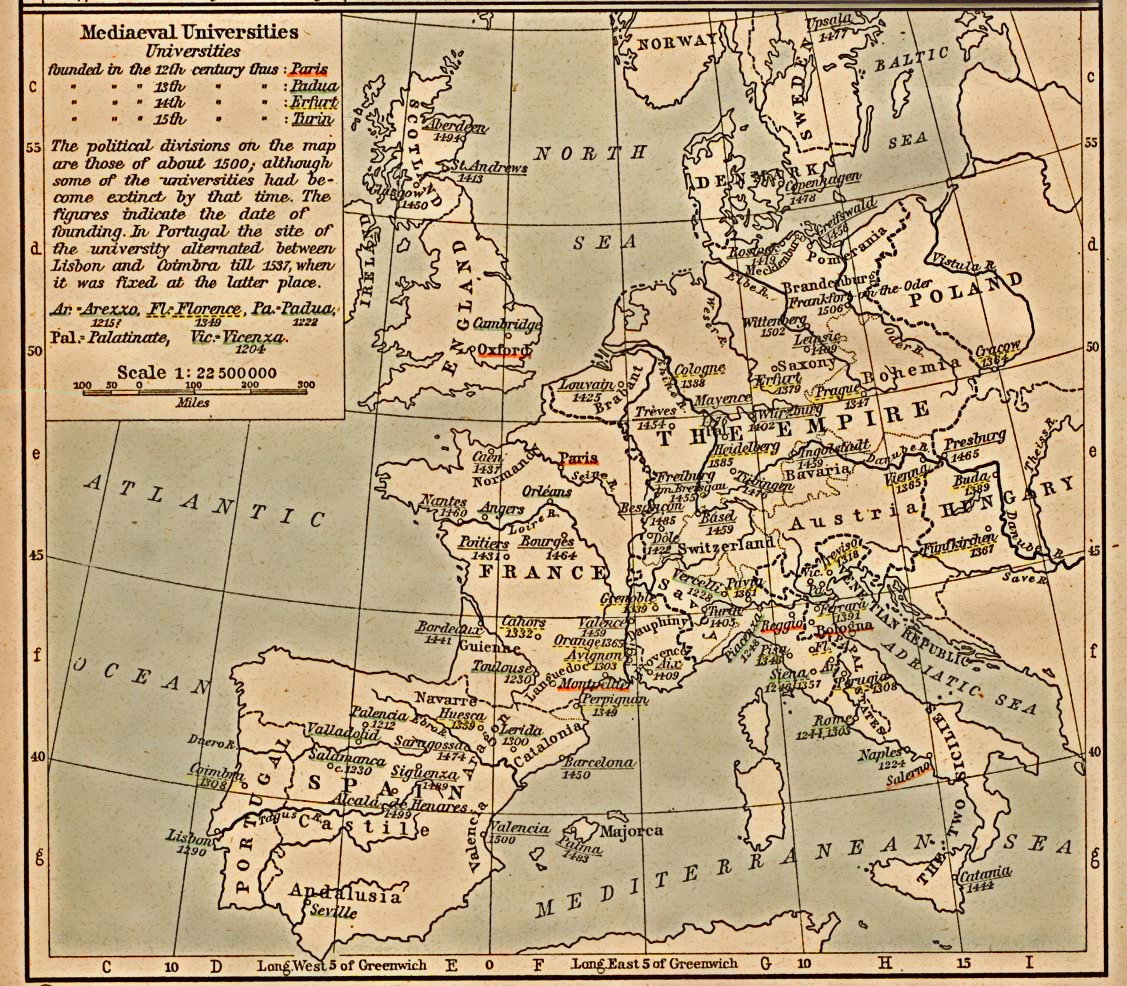
Карта середньовічних університетів Європи
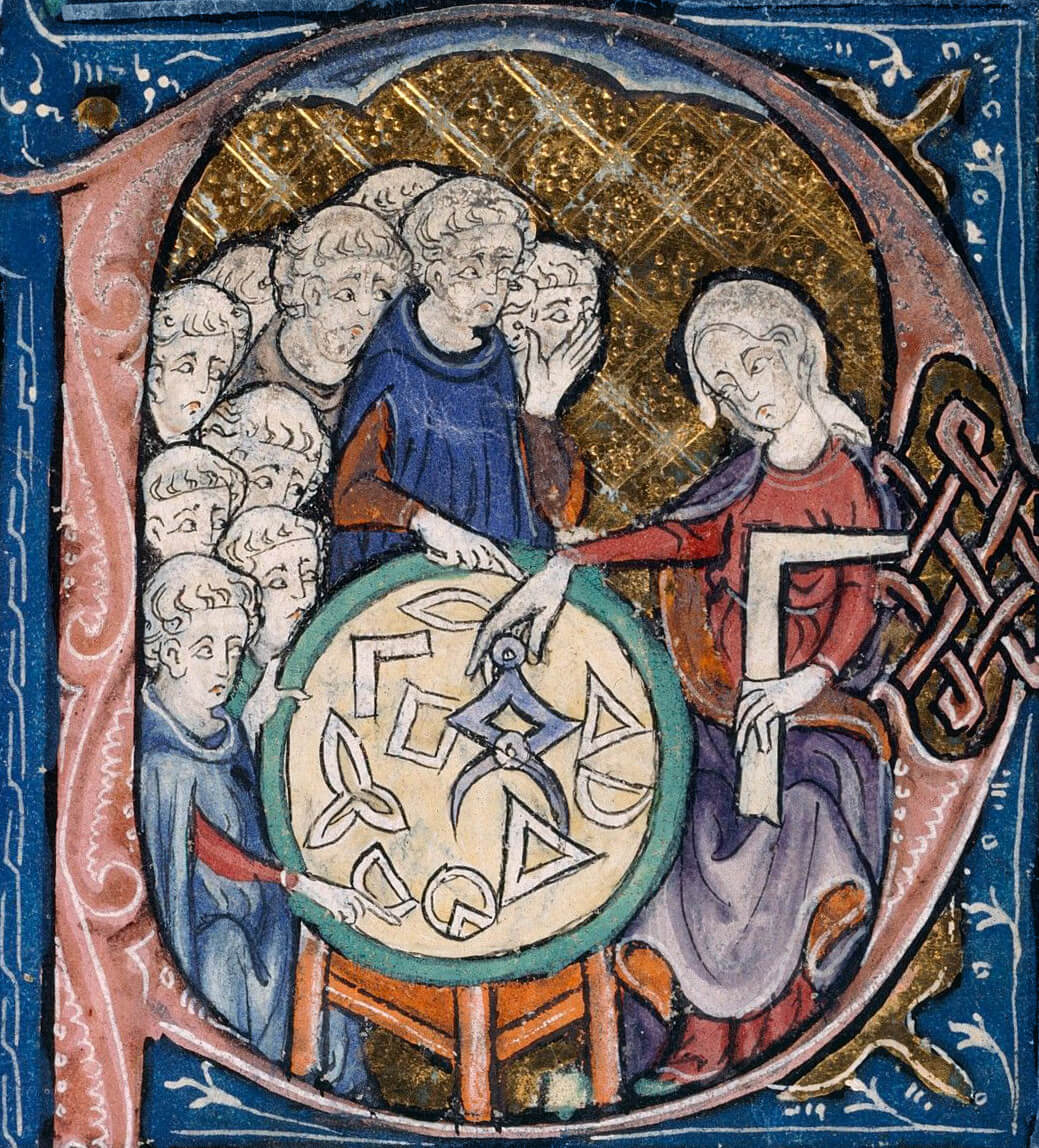
Фронтиспис евклідових «Начал» у перекладі Аделардо
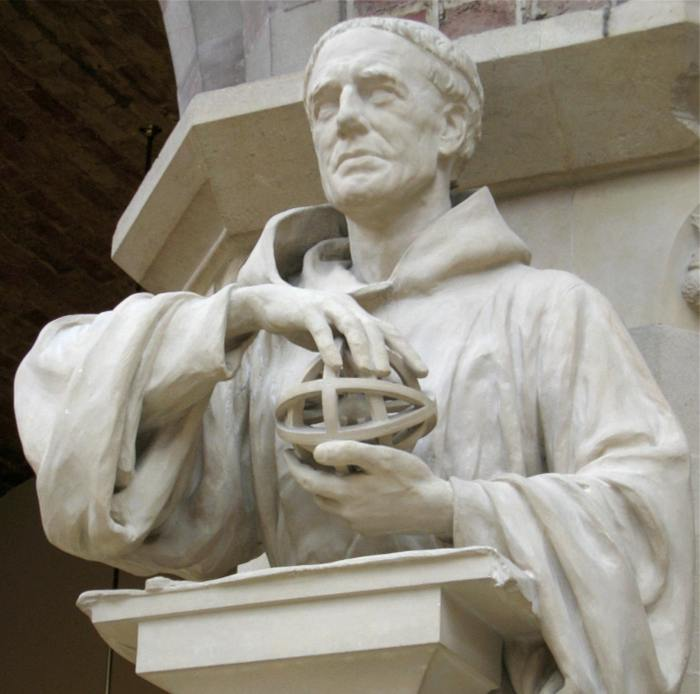
Скульптура Роджера Бекона, Оксфордський університет
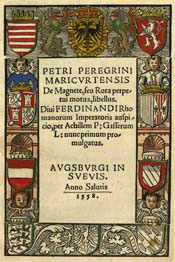
«Послання про магніт» Петра Перигрина

Петро Перегрин з Марикура 1269 року опублікував трактат про магнетизм із великою кількістю прикладів експериментів із цим явищем. Ченці-бенедиктинці принесли фармакологічні знання арабів до Європи. У XIV столітті заняття фармакологією, медициною, хімією і торгівля бакалійними товарами поєднувалися; аптекарі і бакалійники об'єднувалися в професійні гільдії. Перші водяні млини з'явились ще у римлян, але тільки за феодалізму вони так широко розповсюдились Європою. Водяні млини бувають з підливними (приводяться в дію імпульсом води, що тече) та наливними (енергією води, що падає) колесами. У Північній Європі на морському узбережжі з часом почали використовувати енергію вітру — будувати вітряки.

## Наукова революція
Перехід до капіталізму, розвиток промисловості й торгівлі, мореплавства і військової техніки стимулювали бурхливе зростання науки вже в епоху Відродження. Наука пориває з теологією, сприяючи утвердженню матеріалістичних ідей (Джордано Бруно, Леонардо да Вінчі, Френсіс Бекон). Великого поширення набуває експериментальне вивчення природи, обґрунтування якого мало революційне значення для науки. Справжній переворот відбувається в астрономії (Микола Коперник, Галілео Галілей).
У XVII—XVIII століттях створюються класична механіка, диференціальне й інтегральне числення, аналітична геометрія, хімічна атомістика, система класифікації рослин і тварин, стверджується принцип збереження матерії і руху (Ісаак Ньютон, Готфрід Вільгельм Лейбніц, Рене Декарт, Джон Дальтон, Карл Лінней та інші). У цей же час відбувається подальше оформлення науки як соціального інституту, створюються перші європейські академії, наукові товариства, починається видання наукової періодичної літератури.

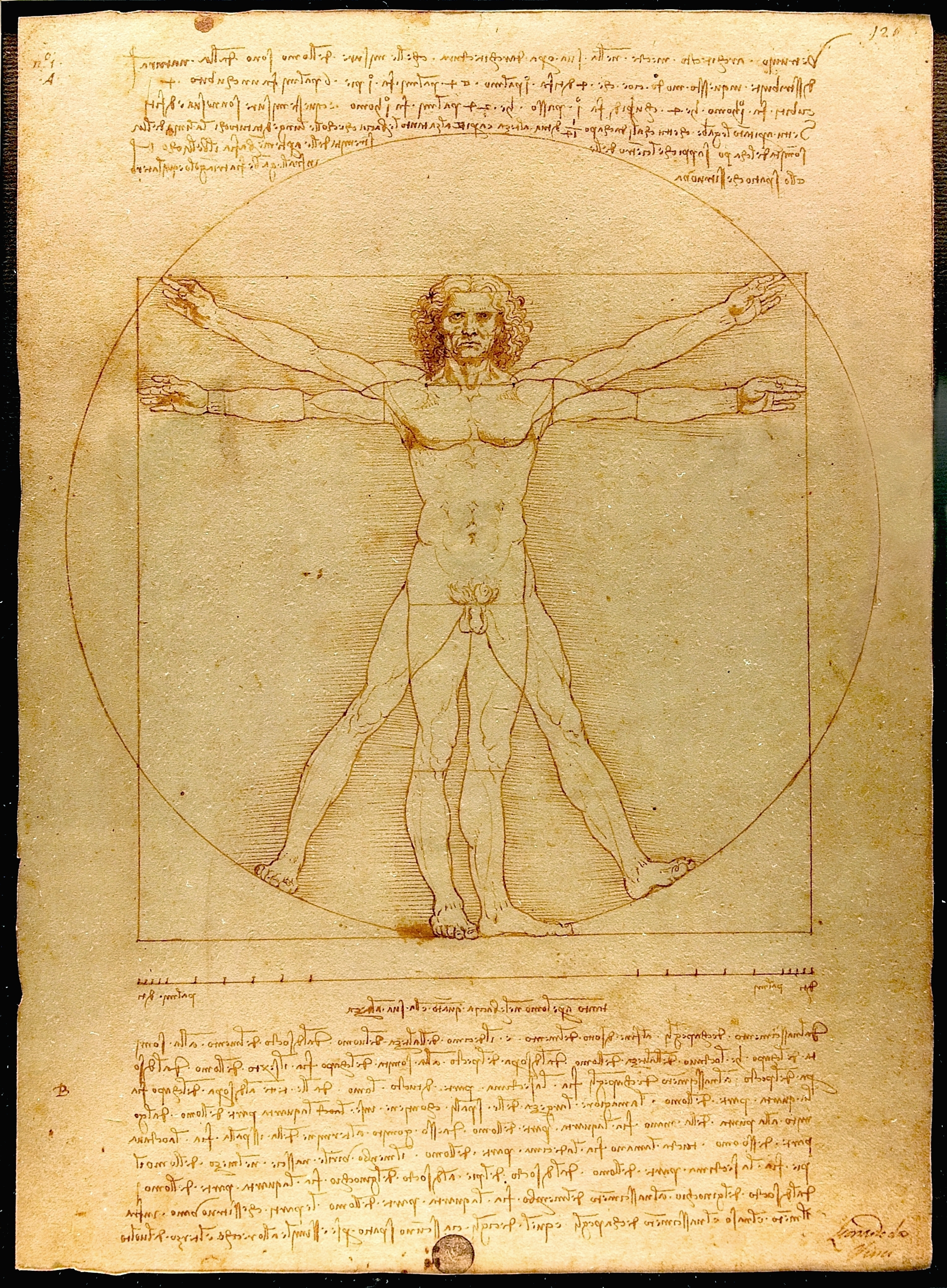
Вітрувіанська людина, 1485-1490 роки, Леонардо да Вінчі
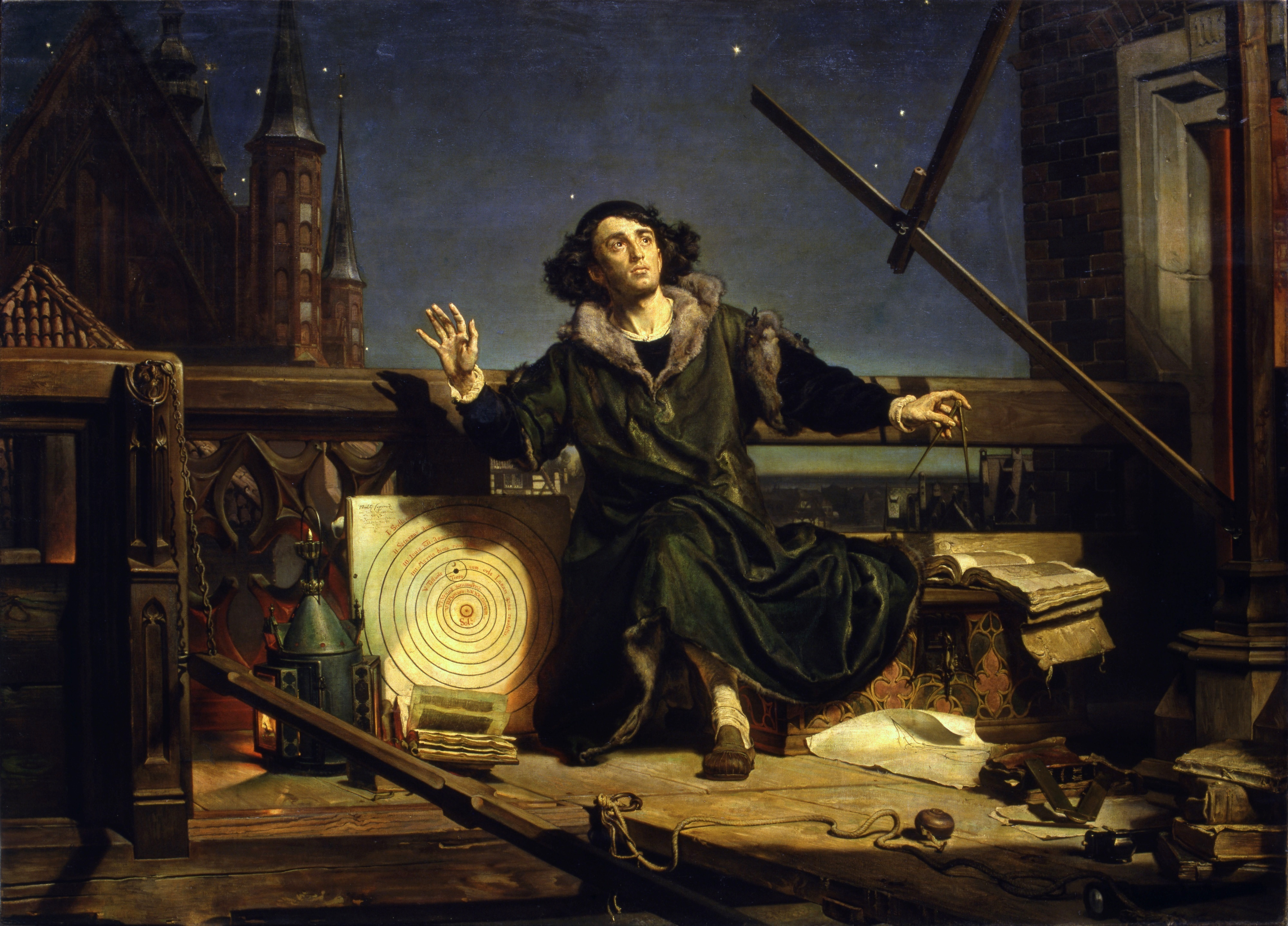
Геліоцентрична система світу, 1542 рік, Миколай Коперник
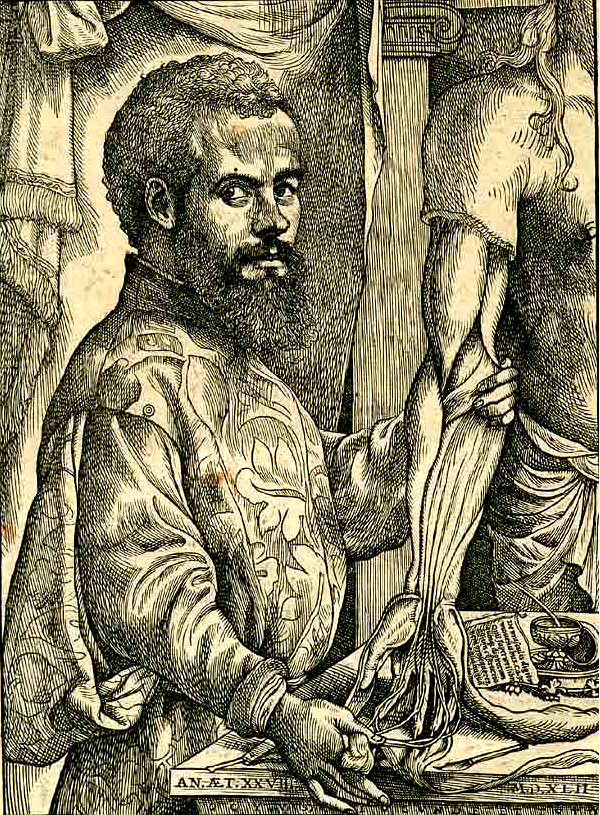
«Про будову людського тіла», 1543 рік, Андреас Везалій
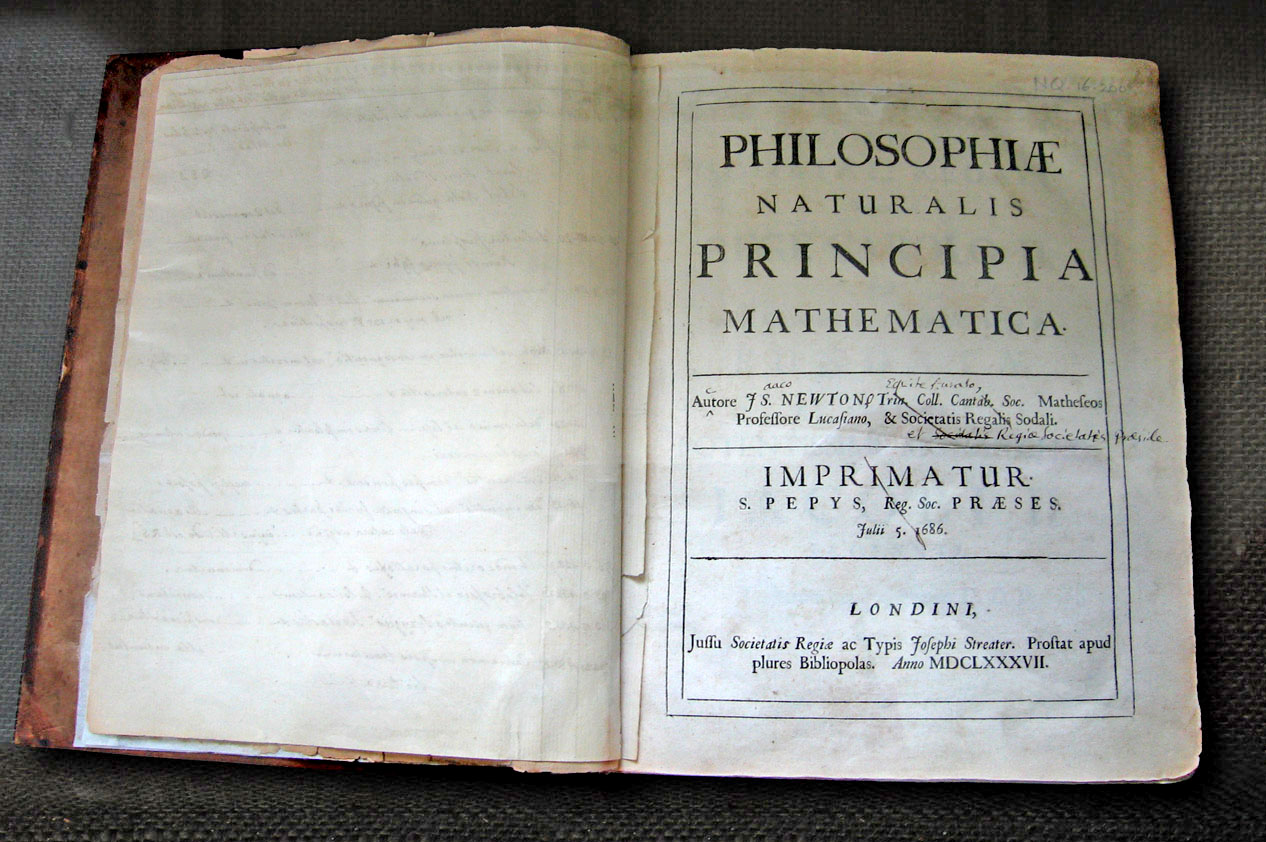
«Математичні начала натуральної філософії», 1687 рік, Ісаак Ньютон

## Промислова революція

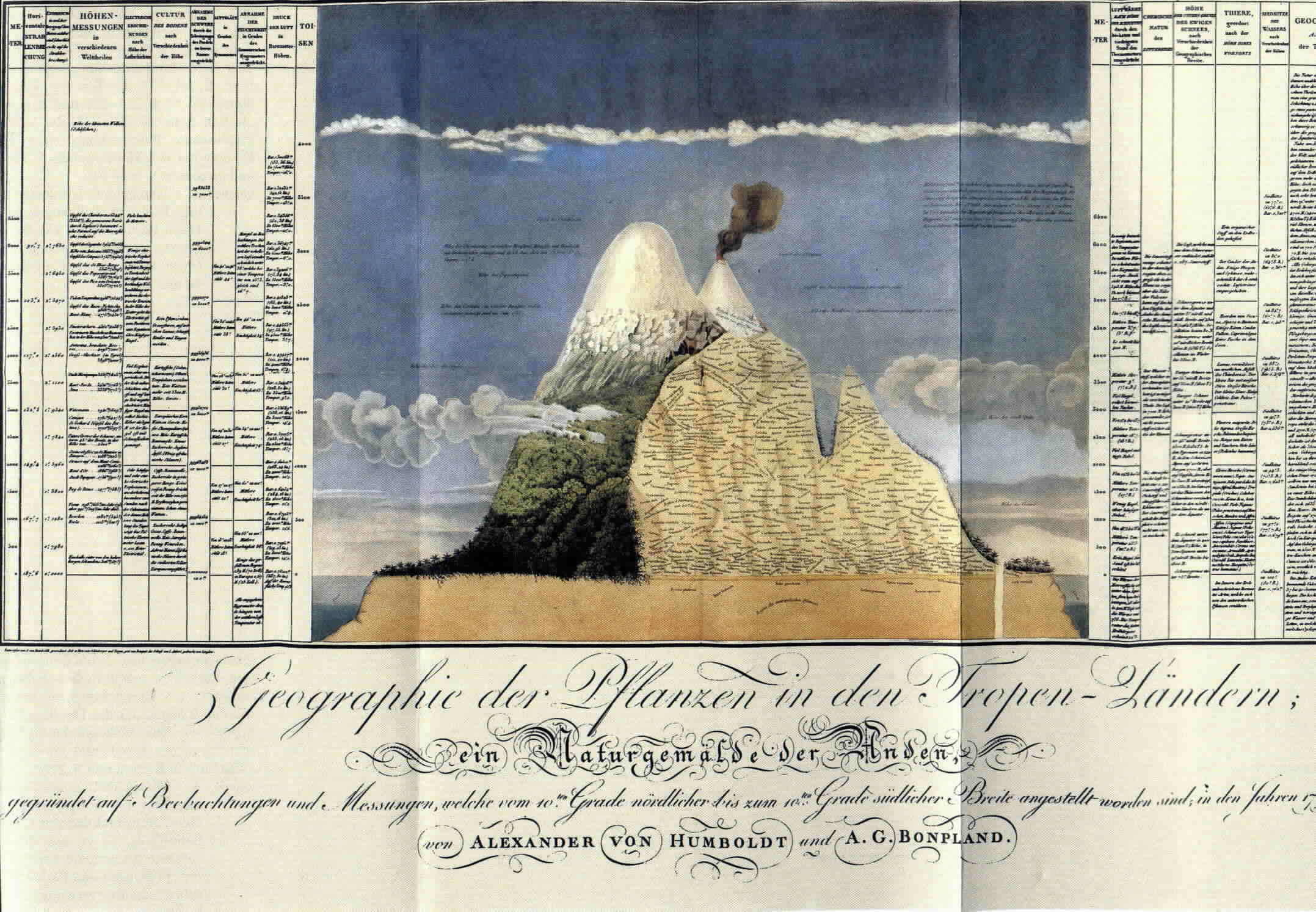
Біогеографічні дослідження Олександра Гумбольдта, вулкан Чимборасо

У зв'язку з промисловим переворотом кінця XVIII століття почався новий етап у розвитку науки. В XIX столітті виникли нові фізичні дисципліни (термодинаміка, електродинаміка класична), створюються еволюційне вчення і клітинна теорія в біології, формулюється закон збереження і перетворення енергії, розвиваються нові концепції в астрономії і математиці: Джеймс Клерк Максвелл, Майкл Фарадей, Жан Батист Ламарк, Чарльз Дарвін, Теодор Шванн, Маттіас Шлейден та інші.

### Наука в Україні
З першої половини XVIII століття починається піднесення науки й в Україні (Феофан Прокопович, Григорій Сковорода), працює Київська академія. У XIX столітті визнаними науковими центрами стали Харківський і Київський університети та Новоросійський університет в Одесі, де успішно працювали вчені Іван Сєченов, Ілля Мечников, Микола Пирогов, Олександр Ковалевський, Василь Докучаєв та інші, а також відомі українські вчені Михайло Максимович, Володимир Бец, Микола Пильчиков, Андрій Потебня та інші.

## XX століття
На рубежі XIX—XX століть великі зміни в науковій картині світу і ряд нових відкриттів у фізиці (електрон, рентгенівське випромінювання, радіоактивність тощо) призводять до кризи класичного природознавства і насамперед його механістичної методології. У XX значних успіхів досягли математика і фізика, виникли такі галузі технічних наук, як радіотехніка, електроніка. З'явилась кібернетика, яка збільшує свій вплив на подальший розвиток науки і техніки. Успіхи фізики і хімії сприяють глибшому вивченню біологічних процесів у клітинах, що стимулює розвиток сільськогосподарських і медичних наук. Відбувається тісне зближення науки з виробництвом, зростають і зміцнюються її зв'язки з суспільним життям. Сучасна наука становить важливу складову частину науково-технічної революції.

### Наука в СРСР
З часу створення СРСР був розроблений план науково-технічних робіт, який по суті став програмним документом розвитку радянської науки, який планувався в загальнодержавних масштабах. На науковій основі здійснювалось планове господарство і перетворення суспільних відносин. СРСР давав близько 1/3 наукової продукції всього світу. В країні працювало 1,5 млн наукових працівників, більш ніж де у світі. Радянська наука завдячує своєму розвитку таким вченим, як В. І. Вернадський, С. І. Вавилов, О. О. Богомолець, Д. К. Заболотний, М. Д. Зелінський, О. П. Карпінський, В. Л. Комаров, І. В. Курчатов, С. П. Корольов, І. П. Павлов, Є. О. Патон, В. І. Липський, П. І. Кравчук, Д. М. Прянишников, М. М. Покровський, Б. Д. Греков, М. В. Келдиш, Л. Д. Ландау та ін.
Радянська наука, що ґрунтувалась на діалектико-матеріалістичній методології, посідає важливе місце в історичному розвитку людства. У космосі слідом за польотом першого у світі супутника Землі і першого у світі космічного польоту людини, здійсненого Ю. О. Гагаріним, почали працювати штучні супутники, станції з космонавтами на борту, розроблялися шляхи мирного використання термоядерної енергії. Радянська наука зробила значний внесок в дослідженні галактик, становленні зоряної космології, в розвиток проблем квантової оптики, фізику напівпровідників та в інших напрямах. На рахунку радянських учених кількасот відкриттів, понад 1 млн винаходів, десятки тисяч патентів.
У систему єдиної радянської науки входила Академія наук СРСР, республіканські Академії наук, філіали, центри, відділення АН СРСР, вищі навчальні заклади, дослідницькі центри Академії медичних наук СРСР, Академії педагогічних наук СРСР, Всесоюзної академії сільськогосподарських наук, галузеві науково-дослідні інститути, науково-виробничі об'єднання й лабораторії в промисловості.
У 1979 році було встановлено професійне свято наукових працівників — День радянської науки, кожна третя неділя квітня.

#### Наука в УРСР
Учені Української Радянської Соціалістичної Республіки внесли вагомий вклад у скарбницю світової науки. Багато їхніх розробок стали основою створення нових галузей промисловості, прогресивних технологій, матеріалів, машин і механізмів. У республіці працювало 200 тис. наукових працівників, у тому числі 62 тис. докторів і кандидатів наук. В УРСР налічувалось 150 вузів, в яких працювало 1,4 тис. професорів і докторів наук, близько 16 тис. доцентів і кандидатів наук. Великий загін учених працював у Південному відділенні Всесоюзної Академії сільськогосподарських наук імені В. І. Леніна. Найбільшим науковим центром УРСР була Академія наук Української PCP — 81 тис. співробітників, у тому числі 14 тис. наукових працівників, серед яких понад 1000 докторів і 7000 кандидатів наук, 300 академіків і членів-кореспондентів АН УРСР.
Результати фундаментальних досліджень дали змогу пояснити ряд явищ при поділі атомних ядер, створити принципово нові стани речовини з наперед заданими властивостями, розшифрувати структуру складних хімічних речовин, створити наукові передумови управління спадковістю й мінливістю живих організмів. Підтвердженням високої якості цих технологій є продаж ліцензій промислово розвинутим країнам.